# Unión Cívica Radical
Die Unión Cívica Radical (UCR; deutsch Radikale Bürgerunion) ist die älteste noch existierende Partei in Argentinien. Sie wurde 1891 gegründet und war insgesamt 27 Jahre an der Macht. Den Rest der Zeit verbrachte die UCR in der Opposition bzw. konnte während der (Militär-)Diktaturen nicht aktiv am politischen Willensbildungsprozess teilnehmen.

## Geschichte

### Gründung und Opposition
Die UCR geht auf die Unión Cívica zurück, die 1889 entstanden war und deren Köpfe Bartolomé Mitre und Leandro Nicéforo Alem waren. Die Unión Cívica versuchte in der sogenannten „Revolución del Parque“ oder „Revolución del [18] 90“ durch einen bewaffneten Aufstand Präsident Miguel Juárez Celman des Amtes zu entheben. Der Aufstand wurde zwar niedergeschlagen, aber dennoch wurde der Präsident zum Rücktritt gezwungen und sein Vizepräsident Carlos Pellegrini übernahm das Präsidentenamt. Dieser Rücktritt war zwischen Celmans Vorgänger, Julio Argentino Roca, sowie Bartolomé Mitre als Vertreter der Unión Civica ausgehandelt worden. Auch aus diesem Grund spaltete sich die Unión Cívica in die Unión Cívica Radical und die Unión Cívica Nacional.
Die UCR trug entscheidend dazu bei, dass 1912 das freie, geheime, gleiche und allgemeine Wahlrecht eingeführt wurde.

### Die Ära Yrigoyen
1916 gewann sie die ersten freien Präsidentschaftswahlen mit ihrem Kandidaten Hipólito Yrigoyen. 1922 wurde er von seinem Parteikollegen Marcelo Torcuato de Alvear abgelöst. In dieser Regierungszeit spaltete sich mit der Unión Cívica Radical Anti-Personalista eine konservative Gruppe der Partei ab, die sich gegen die von ihnen empfundenen Autoritarismus Yrigoyens stellten und 1928 einen eigenen Präsidentschaftskandidaten, Leopoldo Melo gegen den wieder angetretenen Yrigoyen aufstellten.
Bei der Wahl 1928 gewann Yrigoyen jedoch deutlich und erlangte erneut die Präsidentschaft. In der Folge verschärften sich die Spannungen zwischen UCR und UCR Antipersonalista. Argentinien wurde in dieser Zeit auch durch die Weltwirtschaftskrise 1929 getroffen. Yrigoyen reagierte auf die zunehmenden Schwierigkeiten mit wachsender Härte, indem er in einigen Provinzen intervenierte und oppositionelle Gouverneure absetzen ließ.

### „Década Infame“ und Concordancia
1930 wurde Yrigoyen durch einen von José Félix Uriburu angeführten Militärputsch abgesetzt; ein Teil der UCR Antipersonalista war an diesem Putsch beteiligt. In der Folge wurde die Demokratie durch zahlreiche manipulierte Wahlen stark geschwächt, weshalb diese Zeit auch als década infame (berüchtigtes Jahrzehnt) bezeichnet wird. Die UCR Antipersonalista war über die Koalition Concordancia an der Macht in diesem System beteiligt und stellte in der Regierungszeit Agustín Pedro Justos mehrere Minister.
Die UCR selbst, deren Führung Alvear übernommen hatte, trat erst 1935 wieder zu regionalen Wahlen an und konnte einige Erfolge erringen. 1937 trat Alvear als Präsidentschaftskandidat an, scheiterte jedoch gegen Roberto María Ortiz von der UCR Antipersonalista, dabei war es zu zahlreichen Wahlmanipulationen gekommen. Dennoch verbesserte sich die Situation für die Partei nach der Wahl vorübergehend, da Ortiz versuchte, die Demokratie wieder zu stärken, und damit der UCR weitere Erfolge auf regionaler Ebene ermöglichte. Ortiz musste jedoch 1942 vorzeitig wegen seines schlechten Gesundheitszustandes zurücktreten und wurde durch seinen Vizepräsident Ramón Castillo von der konservativen Unión Democrática ersetzt, der das repressive System wieder herstellte.

### Unter Perón in der Opposition
Nach dem Tod Alvears 1942 und dem Militärputsch 1943 kam es zu großen Umwälzungen in der UCR. So schloss sich ein Teil ab 1945 den Peronisten an, die später das Partido Justicialista gründeten. Die Gegner dieses Zusammenschlusses bildeten gemeinsam mit anderen Parteien eine Koalition namens Unión Democrática, um Juan Perón bei der Wahl 1946 zu schlagen. Perón gewann die Wahl jedoch deutlich.
In der Folge kam es zu einer immer größeren Polarisierung der radikal antiperonistischen Strömung, der unionistas, und der intransigentes, die eine begrenzte Zusammenarbeit mit den Peronisten befürworteten. Die intransigentes, deren Führungsfiguren Ricardo Balbín und Arturo Frondizi waren, gewannen in der ersten peronistischen Präsidentschaft die Oberhand. So trat 1951 Balbín als Präsidentschaftskandidat der UCR gegen Perón an, jedoch ohne Erfolg.
Mitte der 1950er Jahre kam es zwischen den Peronisten und der Opposition um die UCR zu immer stärkeren Spannungen, die sich 1955 in der sogenannten Revolución Libertadora, einem vom Militär unterstützten Volksaufstand, entluden. In der Folge wurde Perón zum Rücktritt gezwungen und ging ins Exil.

### Teilung: UCRI und UCRP
Nachdem Perón abgesetzt worden war, verschärften sich die Spannungen in der UCR. Noch unter der Militärregierung spaltete sie sich auf: Die Gruppe um Frondizi, die den größten Teil der intransigentes umfasste, wollte möglichst schnell Wahlen und demokratische Verhältnisse herbeiführen, sie verabschiedete zugleich ein Programm, das wirtschaftspolitisch die Entwicklungspolitik (Desarrollismo) zum Leitbild erhob. Die Unión Cívica Radical del Pueblo (UCRP), der sich neben den unionistas auch Ricardo Balbín anschloss, wollte dagegen auf ein Votum der Basis warten und spaltete sich von der UCR ab. In der Folge gründete die Gruppe um Frondizi die Unión Cívica Radical Intransigente (UCRI).
Bei den Präsidentschaftswahlen 1958 war die Peronistische Partei (PJ) verboten. Dank eines Pakts mit Perón gewann Frondizi die Wahl gegen Balbín als seinen wichtigsten Herausforderer. Seine Präsidentschaft war geprägt von dem Versuch, die Industrialisierung durch eine Öffnung gegenüber ausländischem Kapital zu beschleunigen. 1961 hob er das Verbot der Peronisten wieder auf. Als 1962 in der wichtigen Provinz Buenos Aires die PJ den Gouverneursposten erlangte, verlangten die Militärs die Annullierung der Wahlen. Frondizis Weigerung führte zu einem Militärputsch, in dessen Folge er festgenommen wurde. Dennoch gelang es der UCRI, den Senatspräsidenten José María Guido als Präsidenten zu vereidigen, der sich trotz Einschränkung seiner Macht durch das Militär bis zur Wahl 1963 halten konnte.
Bei der Wahl 1963 gewann der UCRP-Kandidat Arturo Illia. Auch er verfolgte einen entwicklungspolitischen Wirtschaftskurs. 1966 wurde er durch einen Militärputsch abgesetzt.

### Diktaturen und kurzes demokratisches Intermezzo
Der Führer der Putschisten, Juan Carlos Onganía, löste mit einer der ersten Amtshandlungen alle Parteien und damit auch die beiden Teilparteien der UCR auf und ernannte sich zum Präsidenten. Im Untergrund bestanden UCRI und UCRP während der Diktatur weiter; besonders die Studentenorganisation Franja Morada konnte in dieser Zeit an Protagonismus gewinnen. Anders als die peronistischen und sozialistischen Jugendorganisationen, die zum Teil zum bewaffneten Widerstand aufriefen, bestand sie jedoch strikt auf Gewaltfreiheit.
1971, als die Diktatur sich einer Redemokratisierung öffnete, wurde der UCRP von der Regierung unter General Alejandro Agustín Lanusse die offizielle Parteibezeichnung UCR verliehen. Die UCRI musste sich in Partido Intransigente umbenennen. Beide Parteien konnten jedoch bei den folgenden Präsidentschaftswahlen nicht verhindern, dass die Peronisten mit Héctor Cámpora und noch im selben Jahr bei erneuten Wahlen mit dem aus dem Exil zurückgekehrten Juan Perón zurück an die Macht gelangten. Während Balbín, der offizielle UCR-Kandidat, 20,29 % der Stimmen erlangte, kam der Kandidat des Partido Intransigente Oscar Alende auf nur 7,4 %. Die Partei versank daraufhin in die Bedeutungslosigkeit. Gleichzeitig wuchs mit Raúl Alfonsín eine Führungsfigur der jungen Generation heran, die einen Gegenpol zur Gruppe um Balbín darstellte und sozialdemokratische Positionen vertrat.
Während der Militärdiktatur (1976–1983) war die Aktivität der Parteien suspendiert. Einige Unterorganisationen wie die Franja Morada konnten jedoch weiterarbeiten. Während die Gruppe um Balbín die Diktatur zu Beginn unterstützte, stellte sich die Gruppe um Alfonsín ihr mit scharfer Kritik entgegen, Alfonsín nahm als Anwalt Nachforschungen über den Verbleib einiger „Verschwundener“ auf. 1981 begründete die UCR gemeinsam mit den Peronisten die Multipartidaria, eine Gruppe, die offen eine Demokratisierung forderte. Nachdem 1982 die Diktatur kollabierte, konnte sich Alfonsín mit seinem an der Sozialdemokratie orientierten Programm und der Forderung, die Verbrechen der Diktatur aufzuarbeiten, gegen seine innerparteilichen Gegner durchsetzen.

### Demokratisierung und Zweiparteiensystem mit den Peronisten
1983 bis 1989 stellte die UCR den ersten demokratischen Präsidenten nach der Militärdiktatur: Raúl Alfonsín. Alfonsín wurden dann 1989 von Carlos Menem von den Peronisten abgelöst, der 10 Jahre lang regierte.
1997 schlossen sich die Unión Cívica Radical und das Linksbündnis FrePaSo (Frente País Solidario) zu einer Mitte-links-Koalition unter dem Namen Alianza (vollständig Alianza para el Trabajo, la Justícia y la Educación) zusammen. Mit dieser Allianz konnte 1999 Fernando de la Rúa die Peronistische Partei in der Regierung ablösen. Die Regierung De la Rúa trat aber im Dezember 2001 nach schweren Unruhen vorzeitig zurück.

### Schwächung nach der Argentinien-Krise
Seit der Argentinien-Krise hat die UCR auf nationaler Ebene massiv an Wählern verloren. So kam ihr Kandidat bei der Präsidentschaftswahl 2003 nur auf 2,3 %, 2007 stellte sie keinen eigenen Kandidaten auf, sondern unterstützte mehrheitlich die Wahlallianz Una Nación Avanzada des Ex-Wirtschaftsministers Roberto Lavagna, der bei der Wahl Dritter wurde.
2009 verbündete die UCR sich mit der Sozialistischen Partei und der mehrheitlich von UCR-Abweichlern gegründeten Parteienallianz Coalición Cívica (siehe Coalición Cívica ARI) zum Mitte-links-Block Acuerdo Cívico y Social (ACyS), der bei den Parlamentswahlen landesweit mit dem Frente para la Victoria gleichziehen konnte. Die Hoffnung, damit einen starken neuen Parteienblock etablieren zu können, erfüllte sich jedoch nicht, da in den Folgejahren zuerst die Coalición Cívica, dann auch die Sozialisten austraten, die ihrerseits mit kleineren Linksparteien die Allianz Frente Amplio Progresista gründeten.
Vor der Präsidentschaftswahl 2011 kam es zu einem Richtungsstreit zwischen dem konservativere Ansichten vertretenden Parteichef Ernesto Sanz, dem zentristischen Julio Cobos sowie dem eher dem sozialdemokratischen Flügel zugeneigten Ricardo Alfonsín, Sohn von Raúl Alfonsín. Alfonsín, der letztendlich als Kandidat antrat, kam trotz Unterstützung durch einen Teil der Peronisten nur auf 11,1 % und lag damit als Dritter noch hinter dem Sozialisten Hermes Binner. Dennoch stellt die UCR nach dieser Wahl nach dem Frente para la Victoria mit 38 Abgeordneten den zweitgrößten Block im argentinischen Abgeordnetenhaus.
Nach der wenig erfolgreichen Wahl wurde Mario Barletta, der ehemalige Bürgermeister der Stadt Santa Fe, 2011 Parteivorsitzender. Ihm folgten Ernesto Sanz (2013–2015), José Manuel Corral (2015–2017) und Alfredo Cornejo, der Gouverneur der Provinz Mendoza (seit 2017).

### Wahlallianz Cambiemos (2015)
2015 ging die UCR gemeinsam mit der Coalición-Cívica ARI und der Propuesta Republicana (PRO) die Wahlallianz Cambiemos ein, mit dem Ziel, die Präsidentschaft des Partido Justicialista zu brechen. Bei den internen Vorwahlen erreichte der Kandidat der UCR und damalige Vorsitzende Ernesto Sanz mit Abstand nur den zweiten Platz. Zum Präsidentschaftskandidaten wurde Mauricio Macri ernannt, der auch die anschließende Präsidentschaftswahl 2015 gewann. Der UCR wurden im Kabinett Macri einige Ministerposten zugewiesen.
Bei den Präsidentschaftswahlen 2023 war die Unión Cívica Radical weiterhin Teil des Bündnis Juntos por el Cambio (ehemals Cambiemos). Mit Luis Petri stellten sie den Vizepräsidentschaftskandidaten in einer Wahlformel mit der Spitzenkandidatin Patricia Bullrich (PRO). Das Duo erreichte jedoch nur den dritten Platz. Der spätere Sieger der Präsidentschaftswahl, Javier Milei, setzte auf die Unterstützung von Juntos por el Cambio und ernannte mit Luis Petri einen UCR-Vertreter zum Verteidigungsminister. Die Unterstützung Mileis führte innerhalb der UCR zu großen Spannungen und nur ein Teil der Partei unterstützte die Koalition mit dem Präsidenten.

## Abspaltungen
Von der UCR spalteten sich im Laufe der Geschichte zahlreiche Kleinparteien ab, von denen jedoch nur wenige auch längere Zeit Bestand hatten.
In jüngerer Zeit waren die beiden Hauptabspaltungen Afirmación para una República Igualitaria (2001 gegründet von Elisa Carrió, heute Coalición Cívica-ARI), eine der Sozialdemokratie zuzurechnende Partei, und Recrear para el Crecimiento (2002 gegründet von Ricardo López Murphy), eine eher dem Wirtschaftsliberalismus zuzurechnende Abspaltung, die sich 2009 mit der konservativen Partei Compromiso para el Cambio aus der Stadt Buenos Aires zur Propuesta Republicana vereinigte. Beiden Parteien sind in einigen Regionen des Landes Wahlerfolge gelungen, in anderen sind sie dagegen kaum vertreten.

## Bekannte Politiker der UCR
Zu den bekanntesten Angehörigen seit der Gründung der Partei zählen:
- Leandro N. Alem
- Hipólito Yrigoyen
- Marcelo Torcuato de Alvear
- Lisandro de la Torre
- Ángel Gallardo
- Bernardo de Irigoyen
- Arturo Frondizi
- Arturo Illia
- Raúl Alfonsín
- Fernando de la Rúa

Siehe auch: Geschichte Argentiniens

## Weblink
- Offizielle Website der UCR